# Misaje
Misaje ist eine Gemeinde in Kamerun in der Region Nord-Ouest im Département Donga-Mantung. 

## Geografie
Misaje liegt im Nordwesten Kameruns, etwa 50 Kilometer von der Grenze zu Nigeria und 14 Kilometer westlich von Nkambé.

## Verkehr
Misaje liegt an der Nationalstraße N11.